# Pseudogonia rufifrons
Pseudogonia rufifrons är en tvåvingeart som först beskrevs av Christian Rudolph Wilhelm Wiedemann 1830.  Pseudogonia rufifrons ingår i släktet Pseudogonia och familjen parasitflugor. Arten har ej påträffats i Sverige. Inga underarter finns listade i Catalogue of Life.